# Carthage (Mississippi)
Carthage város az USA Mississippi államában, Leake megyében, melynek megyeszékhelye is. Lakosainak száma 4901 fő (2020. április 1.).

## Népesség
A település népességének változása:
| Lakosok száma | 285  | 4637 | 5075 | 4901 |
|               | 1880 | 2000 | 2010 | 2020 |

1. 1 2  2020. évi népszámlálás az Egyesült Államokban. 2020. évi népszámlálás az Egyesült Államokban . (Hozzáférés: 2022. január 1.)